# 제임스 식콘

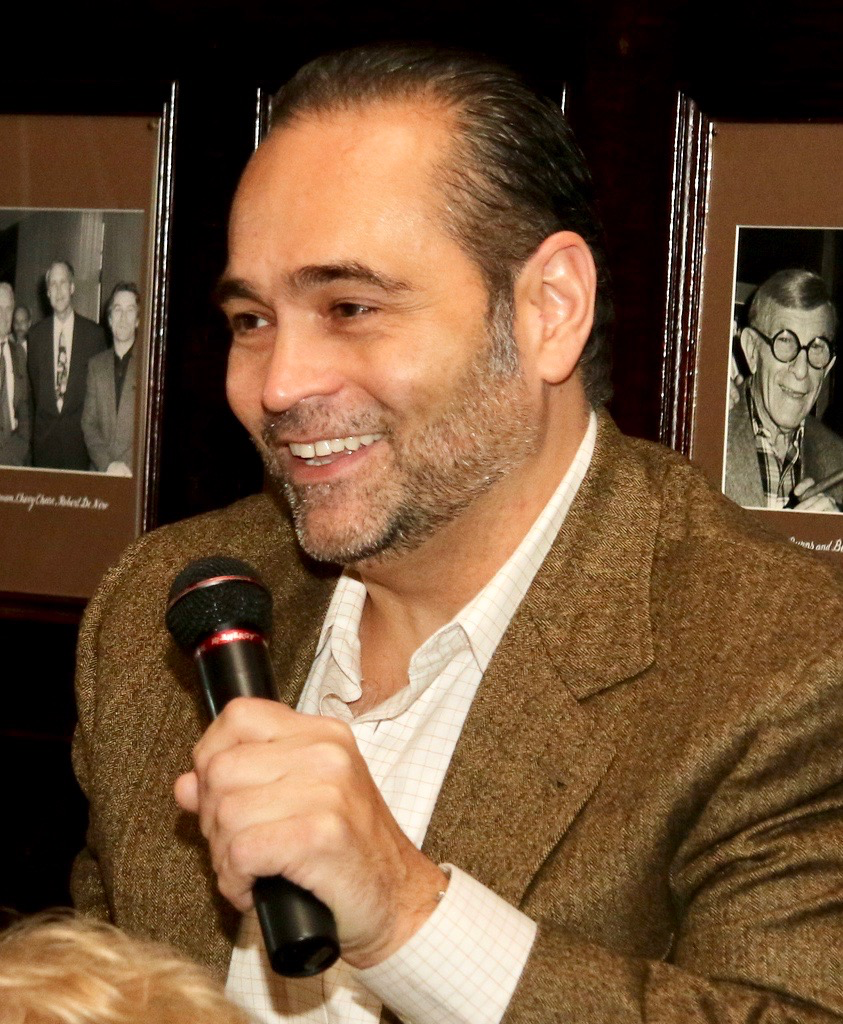

제임스 치코니(James Ciccone, 1963년 6월 14일 ~ )는 배우이다.
브루클린에서 태어났다.

## 출연 작품

### 영화
- 본 얼티메이텀 (2007)
- 크라운 하이츠 (2017)
- 아이리시맨 (2019)
- 더 키친 (2019)
- 조커 (2019)
- 워스 (2020)
- 보스턴 교살자 (2023)

### 텔레비전
- 애즈 더 월드 턴즈 (2010)